# CP System II
CP System II (CPシステムII shīpī shisutemu tsū?), CPS-2 o Capcom Play System 2 es un sistema de placa base para máquinas recreativas que debutó en 1993 con el juego Super Street Fighter II. El CPS-2 consiste en 2 partes separadas; la placa A, que se conecta al arnés JAMMA y contiene los componentes comunes para todos los juegos CPS-s, y la placa B, que contiene el juego como tal. La relación entre las placas A y B son básicamente las mismas que entre una videoconsola para el hogar y los cartuchos de juego. Las placas A y B del sistema CPS-2 están identificadas por códigos de colores por región, y cada placa solo puede ser usada con otra del mismo color.
La placa B posee una memoria de batería de reserva que contiene los códigos de desciframiento necesarios para correr los juegos. Al pasar del tiempo, estas baterías pierden su carga y los juegos dejan de funcionar. Esto es llamado por los conocedores como "suicidio CPS".
En enero de 2007 Andreas Naive Archivado el 2 de julio de 2013 en Wayback Machine. y Nicola Salmoria realizaron la ingeniería inversa para decodificar el método de cifrado. Se determinó que la encripción utiliza Cifrado de Feistel usando una llave de 64 bits. Este algoritmo se implementó para todos los juegos en MAME.
En abril de 2016 Eduardo Cruz, Artemio Urbina e Ian Court anunciaron los resultados de su proceso de ingeniería inversa al sistema de programación de llaves de CPS II, permitiendo "revivir" de manera limpia y restaurar la operación de cualquier juego suicidado sin modificaciones al hardware.
Existen actualmente emuladores para múltiples sistemas operativos que emulan este sistema, como por ejemplo MAME y sus diferentes adaptaciones.

## Colores de regiones
Placas dobles
- Azul: EE. UU., Canadá, y Europa
- Verde: Japón
- Naranja: Latinoamérica
- Gris: Asia
- Amarillo: Global (disponible solo por renta)

Placa única
- Negro: Global

## Especificaciones
- CPU principal: Motorola 68000 @ 11.8 MHz
- CPU de sonido: ZiLOG Z80 @ 8 MHz
- Chips de sonido: Q-Sound @ 4 MHz
- Paleta de colores: 32 bit
- Total de colores en pantalla: 4096
- Colores por píxel: 16 (4 bits per píxel)
- Número de objetos: 900 (16 x 16 píxeles)
- Resolución: 384 x 224

## Lista de juegos para CPS-2
En esta lista el título japonés es dado primero, junto con el de Estados Unidos, los títulos en Europa y en la versión global (World) son dados después (a no ser que se especifique lo contrario). Los años son mostrados para la publicación original de cada juego.
- 1944: The Loop Master (2000)
- 19XX: The War Against Destiny (1996)
- Alien Vs. Predator (1994)
- Battle Circuit (1997)
- Capcom Sports Club (1997)
- Cyberbots: Full Metal Madness (1995)
- Dungeons & Dragons: Tower of Doom (1993)
- Dungeons & Dragons: Shadow Over Mystara (1996)
- Galum Pa! (1993)
- Giga Wing (1999)
- Great Mahou Daisakusen (2000)
  - Dimahoo
- Hyper Street Fighter II: The Anniversary (2004)
- Jyangokushi: Haoh no Saihai (1999)
- Kensei Mogura (?)
- Mars Matrix: Hyper Solid Shooting (2000)
- Marvel Super Heroes (1995)
- Marvel Super Heroes Vs. Street Fighter (1997)
- Marvel Vs. Capcom: Clash of Super Heroes (1998)
- Mighty! Pang (2000)
- Pnickies (1994)
- Pocket Fighter (1997)
  - Super Gem Fighter Mini Mix
- Powered Gear (1994)
  - Armored Warriors
- Progear no Arashi (2001)
  - Progear
- Puzz Loop 2 (2000)
- Quiz Nanairo Dreams: Nijiirochou no Kiseki (1996)
- Rockman: The Power Battle (1995)
  - Mega Man: The Power Battle
- Rockman 2: The Power Fighters (1996)
  - Mega Man 2: The Power Fighters
- Street Fighter Zero (1995)
  - Street Fighter Alpha
- Street Fighter Zero 2 (1996)
  - Street Fighter Alpha 2
- Street Fighter Zero 2 Alpha (1996)
- Street Fighter Zero 3 (1998)
  - Street Fighter Alpha 3
- Super Muscle Bomber (1994)
  - Ring of Destruction
- Super Puzzle Fighter II X  (1996)
  - Super Puzzle Fighter II Turbo
- Super Street Fighter II: The New Challengers
- Super Street Fighter II: Tournament Battle (1993?)
- Super Street Fighter II X Grand Master Challenge (1994)
  - Super Street Fighter II Turbo
- Ultimate Ecology (1994)
  - Eco Fighters
- Vampire: The Night Warriors (1994)
  - Darkstalkers: The Night Warriors
- Vampire Hunter: Darkstalkers' Revenge (1995)
  - Night Warriors: Darkstalkers' Revenge
- Vampire Hunter 2: Darkstalkers' Revenge (1997)
- Vampire Savior: The Lord of Vampire (1997)
- Vampire Savior 2: The Lord of Vampire (1997)
- X-Men: Children of the Atom (1994)
- X-Men Vs. Street Fighter (1996)